# Jean-Bédel Bokassa császárrá koronázása

Bokassa császári koronája, mint a császárság címere.

Jean-Bédel Bokassa vagy másként I. Bokassa császárrá koronázását 1977-ben tartották a Közép-afrikai Császárság fővárosában, Banguiban (az országot egy évvel korábban keresztelték át, amely addig a Közép-afrikai Köztársaság nevet viselte). Az eseményt szándékosan időzítették december 4-re, ugyanis ekkor volt az évfordulója Bonaparte Napóleon császárrá koronázásának. A koronázási ceremónia forgatókönyve is nagyrészt megegyezett a francia császár megkoronázásának menetével, Bokassa ugyanis nagy rajongója volt Napóleonnak és szinte mindenben őt imitálta.
Bokassa császárrá koronázása a modern Afrika történelmének leglátványosabb (és egyben egyik legirreálisabb) eseményének számít. Korábban nagyobb visszatetszést az Reza Pahlavi iráni sah által szervezett ún. perszepoliszi parti váltott ki, amelynek pazarlása szintén döbbenetes kontrasztban állt azzal a szociális helyzettel, ami az uralkodó országában volt.
A pazar és sokak szerint rossz ízlésű koronázási ünnepség döbbenetet váltott ki és nevetség tárgyává vált. Ráadásul az akkor is igen fejletlen és súlyos gazdasági problémákkal küszködő Közép-Afrikára is óriási terheket rótt. Az ország csődbe jutott, a gazdaság tönkrement, az emberek kilátástalan helyzetbe sodródtak. Különböző becslések 20 és 30 millió amerikai dollár (mai áron már 80-100 millió dollár) közé teszik az ünnepség költségeit (korabeli becslések még 40-50 millió dollárról is szóltak). Összehasonlításképp Reza Pahlavi sah perszepoliszi partija 17-22 millió dollárba került Iránnak (míg az ország többi részén, az ünnephez köthető egyéb parádék, díszítés, stb. összesen 100 millió dolláros költséget tettek ki). Tekintettel Közép-Afrika helyzetére a felelőtlen és értelmetlen pazarlás rövid időn belül az államháztartás összeomlását vonta maga után, amely a lakosság részéről lázadáshoz vezetett.
Bokassát 1979-ben távolították el az ország éléről francia beavatkozással. Ehhez hozzátartozik viszont, hogy korábban Bokassa egyik fő külső támogatója Franciaország volt, amely még a költséges koronázáshoz is jelentősen hozzájárult.

## Előzmények
Bokassa az ország korábbi (szintén diktatórikus eszközökkel kormányzó) elnökének David Dackónak volt a tábornoka, majd hatalmát 1966. január 1-jén megpuccsolva jutott a Közép-Afrikai Köztársaság élére. A szeszélyes Bokassa eleinte a franciák támogatását is élvezte, sőt a szomszédos országokkal is jó viszonyt alakított ki, elsősorban a déli Zaire (ma Kongói Demokratikus Köztársaság) vezetőjével, Joseph-Désiré Mobutuval. A császárság 1976-os kikiáltásáig eltelt tíz év alatt Bokassa egyszemélyi hatalmat épített ki, az ország ásványkincseit és az állampénzeket is saját vagyonának tekintette. Kezdetleges módszerekkel mostak gyémántot és bányásztak uránt, amit Bokassa feketén értékesített, az ebből származó pénzeket pedig saját számláira tette.
Az elnök 1976. december 4-én hirdette meg az alkotmány módosítását (amely teljesen egyoldalúan történt) és kikiáltotta a Közép-Afrikai Császárságot. Pontosan egy év múlva pedig kilátásba helyezte a koronázási ceremóniát is. Tettét azzal indokolta, hogy a monarchia létrehozása segíthet az országnak kiemelkedni az afrikai kontinensen, megszerezve a világ előtt a tekintélyt és ezzel megindulhat az igazi fejlődés útján. Abszurd elképzelése azonban nélkülözte a realitást, sőt később súlyos következményekkel járt.

## Előkészületek a koronázásra

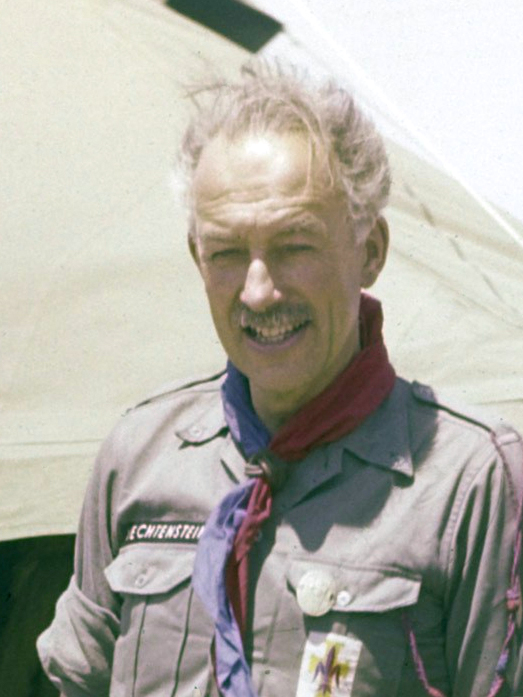
Emmánuel herceg, az egyedüli királyi vérből való vendég, aki tiszteletét tette Bokassa koronázásán. A herceg anyai ágon magyar származású volt.

Bokassa nem véletlenül választotta december 4-t koronázása napjául, ugyanis 1804-ben pont ezen a napon került Napóleon fejére is a császári korona. Bokassa külön munkacsoportokat hozott létre, amelyek különböző részletekre ügyeltek a koronázásnál. A költségek fedezésére minden elképzelhető erőforrást mozgósítottak. Bokassa fokozta a gyémánt és urán kitermelését, továbbá a gyapot-, dohány- és kávétermelésből származó összegeket is erre a célra fordította, megemelte az adókat, sőt még élelmiszert is exportáltatott, holott a lakosság már akkortájt súlyos élelemhiánnyal küszködött.
Az eseményre 2500-3000 magas rangú külföldi vendéget terveztek meghívni. A szállásolásuk megoldására szervezett munkacsoport meglevő apartmanok és szállodák felújításába ill. kibővítésébe fogott bele, továbbá még néhány új épület, vagy luxusház építését is megkezdték Banguiban. Más vendégek, turisták, újságírók részére is építettek kisebb, egyszerűbb, de kényelmes ingatlanokat (bérházakat, moteleket, bungalókat).
Banguiban nagy méretű infrastrukturális fejlesztések kezdődtek, amelyek soha azelőtt és később sem voltak, szintén jelentős mértékben megterhelve az állami költségvetést. Az utcákat megtisztították, s helyenként aszfaltozták is, ahol erre szükség volt. Széles sugárutat építettek, amelyet helyenként szökőkutakkal öveztek, sőt franciaországi fenyőkkel ültettek be (ezek nem bírták az afrikai éghajlatot és talajt, ezért megőrzésük komoly problémát okozott). Ez az út vezetett a leendő koronázás fontos helyszínei felé, mint a bangui székesegyház.
Hatalmas mennyiségű alkalmi ruhát készítettek az ország vezetőinek, tisztviselőinek, sőt a diákoknak is szigorú szabályok szerint. Az iskolások fehér ruhát kellett, hogy viseljenek, a közép- és közszféra alkalmazottai sötétkéket, a miniszterek és vezető tisztviselők pedig feketét.
A díszítéshez több mint 200 kg rózsavirágszirmot és 25 ezer szál frissen vágott virágot hoztak be utóbb.
A külsőségek mind a napóleoni formákat utánozták. A korona, a palást, az ékszerek, a császári ruhák, a dísztárgyak, katonai díszegyenruhák, stb. megtervezését és elkészítését franciaországi kézművesek végezték. A mesteremberek ráadásul ugyanazoknak a leszármazottai voltak, akik annak idején Napóleon ceremóniájának előkészítésén is dolgoztak. Bokassa történészeket, kutatókat és egyéb szakembereket hívott Európából, akik jól ismerték a korszakot, így velük tervezte meg a legapróbb részletekig az ünnepséget. Néhány részlet tekintetében II. Erzsébet brit királynő koronázási ünnepélyét vették mintául. Bokassa a nyilvánvaló külső megjelenés ellenére azt vallotta, hogy ő nem Napóleont utánozza, mivel ő maga a családját az egyiptomi fáraókig vezette vissza.

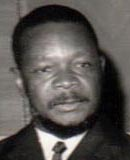
Bokassa, még mint köztársasági elnök, 1970-ben

A kor egyik neves szobrásza és díszlettervezője Olivier Brice is Banguiba érkezett, ő alkotta meg Bokassának a császári trónt és a hintót, amely szintén a napóleoni pontos mása volt. A trónt Normandiában készítették több kézműves közreműködésével, amelynek költsége két és félmillió dollár volt. Brice egy antik magas támlájú széket vásárolt Nizzában, amelyet napóleoni stílusban felújított. A trónt egy hatalmas, sas formájú bronz szegély vette körül, amit learanyoztak (valószínűtlen az az állítás, hogy színaranyból öntötték volna). A trón súlya mintegy két tonnát nyomott.
A hintót húzó lovakat Belgiumból vásárolták (összesen nyolcat). További lovakat vásároltak még egy kialakítandó lovas díszmenet számára. Egy csapat válogatott közép-afrikai katonát Normandiába küldtek, hogy kiképezzék őket a lovak kocsi előtt történő irányítására, illetve a lovaglás begyakorlására. Mivel Közép-Afrikában nincsenek lovak, így a katonák is most láttak ilyen állatot életükben először, tehát mindent az alapoknál kellett kezdeniük a lovaglás elsajátításakor.
A császári ruhák és egyéb kosztümök előállítására a 18. század óta működő Guiselin vállalatot és Pierre Cardin divattervezőt kérték meg. Ugyanez a vállalat tervezte Napóleon ruháit is 1804-ben. Bokassa és családja részére 13 rend ruhát készítettek el 145 ezer dollárért. Ebből 72 ezer 400 dollárba került Catherine Denguiadé, Bokassa kedvenc, első számú feleségének a ruhája. A csádi származású Catherine volt Bokassa fiának és kiszemelt örökösének, az ifjabb Bokassának az anyja.

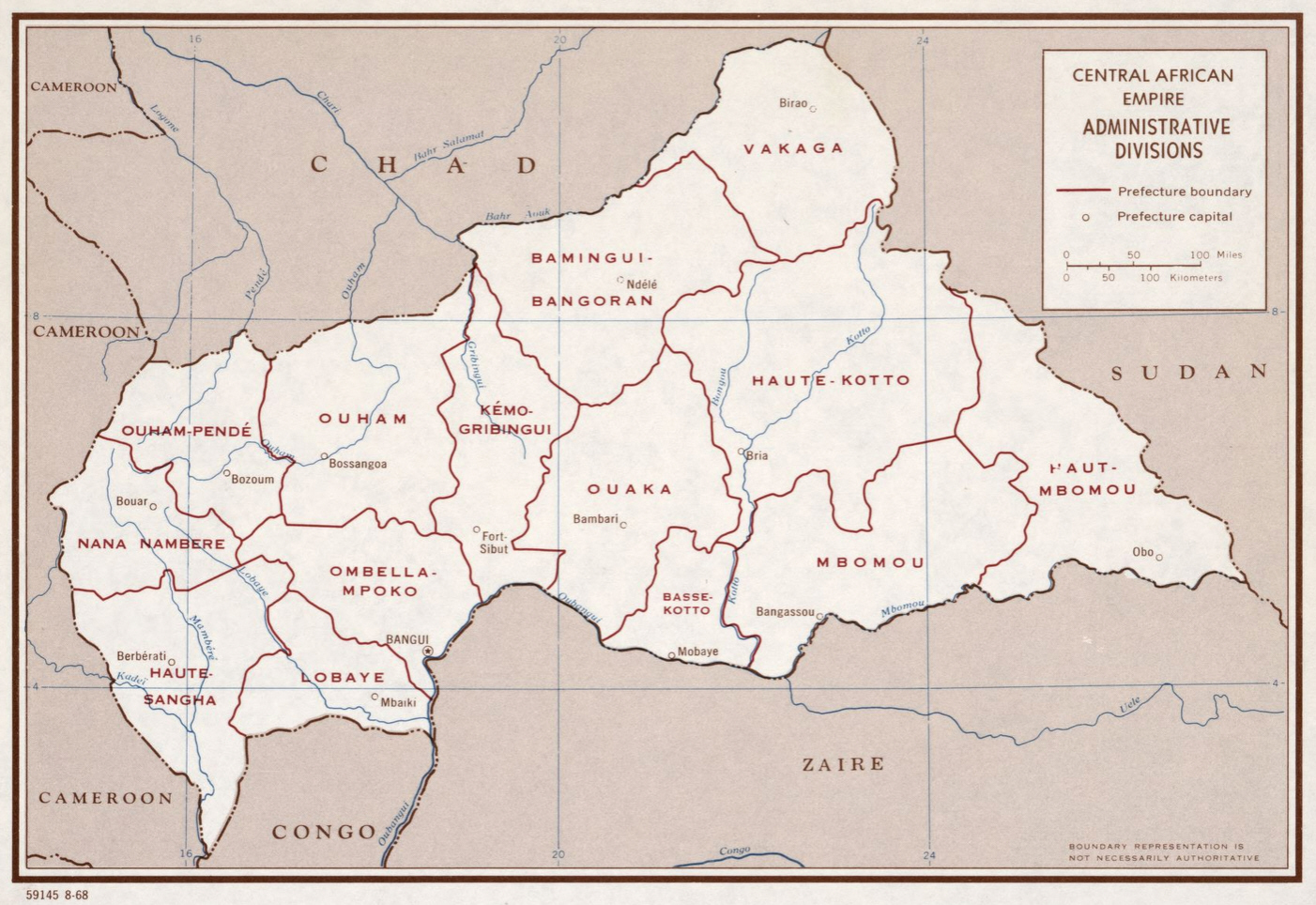
Közép-Afrika 1968-ban

A koronát és egyéb ékszereket az Arthus-Bertrand műhely készítette, amelyet 1803-ban alapítottak és szintén munkálkodott Napóleon koronázási ünnepélyén. A korona, az uralkodói jogar, a díszkardok, strasszok, fülbevalók, gyűrűk, diadémok, stb. összesen 5 millió dollárba kerültek.
Az ország Nyugat-Németországtól vásárolt hatvan darab vadonatúj Mercedes-Benz típusú luxusautót az előkelő vendégek és miniszterek fuvarozására. A kocsikat hajón Kamerunba vitték, majd onnan légi úton szállították Közép-Afrikába. A légi szállítás díja kocsinként 5000 dollár volt.
Az ünnepélyre Bokassa az akkori világ szinte minden monarchiájának uralkodóját meghívta. Elsőként Hirohito japán császár és Mohammad Reza Pahlavi iráni sah kaptak meghívót, de tiszteletteljesen elutasították azt. Hasonlóan járt el a többi uralkodó is. Egyedül csak Emmánuel liechtensteini herceg vállalkozott arra, hogy részt vegyen Bokassa megkoronázásán. Meghívták afrikai összes állam- és kormányfőjét, de senki sem vállalkozott erre. Moktar Ould Daddah Mauritánia elnöke feleségét küldte maga helyett. Seewoosagur Ramgoolam, Mauritius miniszterelnöke azzal utasította vissza a meghívást, hogy az afrikai feltörekvő nemzetek számára túlzottan kínos ez az esemény. Több afrikai állam csak nagyköveteit küldte el, mások azzal bojkottálták az eseményt, hogy nyíltan távol maradtak. Még a Bokassával jó viszonyt ápoló diktátorok, mint Mobutu, Idi Amin Dada, Moammer Kadhafi vagy Omar Bongo is túl kínosnak érezték a dolgot. Bokassára kiábrándítóan hatottak ezek a reakciók, noha tudomásul vette őket. Később úgy vélekedett, hogy csak pusztán féltékenyek voltak a császári címére.

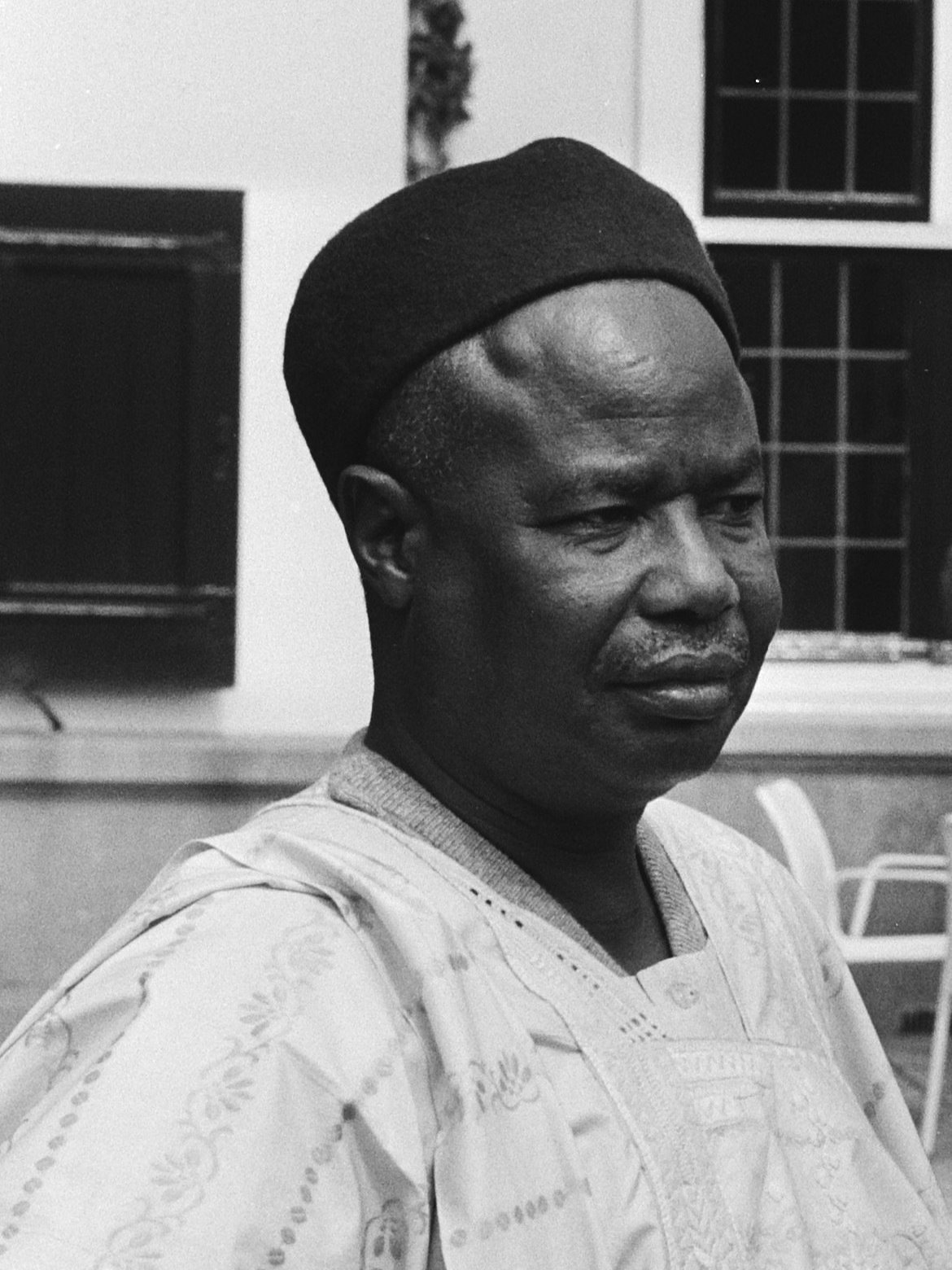
Ahmadou Ahidjo 1979-ben

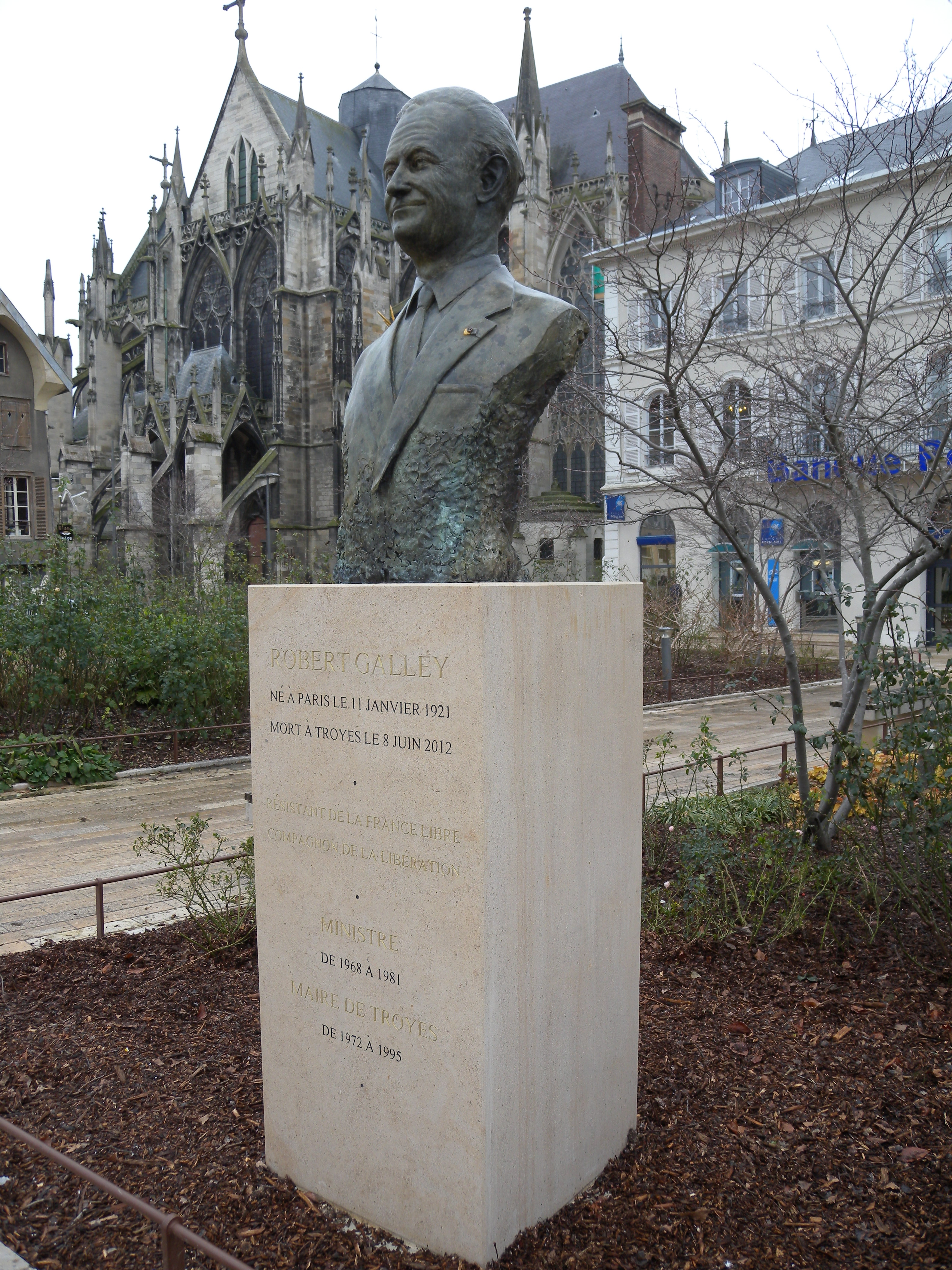
Robert Galley mellszobra a párizsi Place de la Libération à Troyes-on

Ugyancsak csalódást okozott Bokassának, hogy Valéry Giscard d’Estaing francia köztársasági elnök sem fogadta el meghívását, pedig szinte mindenben a francia mintát követte és nagy tisztelője volt Charles de Gaulle-nak. A franciák közép-afrikai imitálását jól tükrözte, hogy Bokassa létrehozta a Paris Match mintájára a Bangui Match c. lapot is. Az ilyen lépések viszont fokozták a nép ellenszenvét, minthogy ez a franciákhoz való túlzott közeledés inkább a gyarmati időkre emlékeztetett.
Párizs Robert Galley-t, a külföldi együttműködésekért felelős minisztert és az afrikai ügyekben illetékes René Journiac-ot küldte az ünnepségre, akik nem tartoztak a különösebben kimagasló politikai szereplők közé. A tervezett háromezer meghívottból csak 600 jött el Banguiba, többségük is csak legátusokat és delegációkat küldött (így pl. Kína vagy a Vatikán). Személyesen csak Kamerun államfője Ahmadou Ahidjo tette tiszteletét Banguiban. A vendégeket aztán elszállásolták az előkészített szállodákban, ingatlanokban, de állandó eltartásuk így is rettentő költséges volt. A médiában való közvetítést 100 újságíró és riporter biztosította, így várható volt, hogy kellő tájékoztatás történik a koronázásról.

## A koronázás menete
Az ütemezett napon bangui idő szerint 8:29-kor Bokassa császár leterített császári bíborszőnyegre lépve indította el a ceremóniát. Sorban őt követte fia, az ifjabb Jean-Bédel, aki II. Bokassa néven volt a trón várományosa. Utána következett Catherine, a császári hitves és Bokassa kilenc mellékfelesége.
A császári hintót a lovas díszmenet kísérte. A lovasok egyenruhája a napóleoni lovasság öltözetének elemeit kölcsönözte, csak a színekben volt más. Szín tekintetében közép-afrikai nemzeti színeket használtak (fekete, zöld, sárga, világoskék). A császári hintó, a napóleoni hű mása is ezeket a színeket használta. Oldalára a babérkoszorútól övezett B betű volt felfestve, Bokassára utalva. A menet végig haladt Bangui sugárútján, ahol kihelyezett éljenző tömeg fogadta. Az európai stílű katonai egyenruhák és császári öltözet vegyült a helyi lakosság afrikai népiségével és velük felvonuló néptáncosokkal, mint a hagyományosan öltözködő pigmeusokkal. Ez kultúrantropológiai szempontból teljesen feszélyező és ízléstelen volt. Anthony Quainton, az Amerikai Egyesült Államok nagykövete már ekkor úgy jellemezte a koronázást, mint egy nagyszerű dekadenciáról tanúskodó eseményt. Quainton hozzá is tette, hogy mindezt persze a franciák finanszírozták. Az amerikaiak azonban nem kívánták különösebben kommentálni az eseményt, nehogy konfliktusba kerüljenek a franciákkal, vagy sérüljenek az afrikai pozícióik, mivel Bokassának ekkor még jó volt a viszonya az afrikai országokkal és az ENSZ-szel.
Bár a menet közvetlen közelében nem történt semmilyen rendbontás, beljebb a tömegben többször került sor zavargásra és alkalmi tüntetésre.
A menetnek többször meg kellett állnia, mert az Európából ideszállított lovak nem bírták a 40 fokos hőséget és a mintegy 90%-os páratartalmat. A hintót húzó lovak nem egyszer elaléltak, s csak nagy nehezen sikerült őket talpra állítani. Az esemény végére a szerencsétlen állatok belepusztultak a szörnyű megterhelésbe. A trópusi hőségben még a közép-afrikai katonák is szenvedtek, akiknek a sötét színű európai díszegyenruhát kellett viselniük. A korábban kiadott protokoll a vendégektől is olyan ruhát követelt, amelyet nem volt célszerű viselni az afrikai forróságban. De az európai dolgokat utánzó, ám az afrikai szokásokat vagy állapotokat mellőző Bokassa hajthatatlan volt, s aki nem volt hajlandó a protokollnak eleget tenni, azt kiutasították a ceremóniáról.
A koronázás helyszíne egy sportcsarnokból átalakított palotában volt, ahová Franciaországból hozott római stílusú, ám műanyagból készült oszlopok voltak. Az átalakítást és díszítést szintén Olivier Brice végezte. Elsőnek Bokassa fia vonult be a 80 méter hosszú vörös szőnyegen, őt követte édesanyja, aki egy külön baldachin trónon foglalt helyet és legvégül zenekari kíséret mellett vonult be Bokassa császár is, homlokán római stílusú arany babérkoszorúval. A zenét egy Franciaországból jött katonazenekar adta, akik szintén a már említett napóleoni stílusú közép-afrikai egyenruhát viselték. A zenekar külön erre az eseményre komponált indulót, valamint Csajkovszkij és Verdi szerzeményeket adott elő.

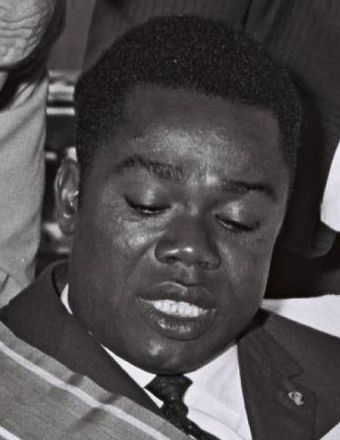
David Dacko, az egyszer már eltávolított, majd visszahelyezett közép-afrikai államfő 1962-ben

Bokassa első lépésben letette a császári esküt. Esküszövegében az önjelölt császár a birodalom alkotmányának szigorú érvényesítését fogadta meg az egész nép, az egész emberiség és a történelem előtt.
Ezt követően történt meg a császári jelvények átvétele. Bokassa 9 méter hosszú és igen vastag bíborvörös császári palástja 785 ezer apró gyönggyel és további egymillió-kétszázhúszezer kristálygyönggyel volt kidíszítve, sőt a lábbelije is gyöngyházzal volt kirakva. A császári koronát egy tiszt vitte bársonypárnán. Bokassa, ahogy Napóleon is tette, saját maga rakta a fejére a koronát. Itt viszont egy apró hiba csúszott a szertartásba, ugyanis Bokassa elfelejtette előbb levenni az arany babérkoszorút a fejéről, miközben a koronát rakta fel. Bokassa császári koronáját II. Erzsébet koronájáról mintázták. A korona Karoling stílusjegyeket viselt, bíborbársony lombozatja volt bírt. Ennek elkészítése is több mint egymillió dollárt tett ki. A koronát rubin és smaragd drágakövek díszítették, valamint 8000 darab Közép-Afrikában bányászott gyémánt, amelyek közül a legnagyobb 80 karát tömegű volt. Az utolsó uralkodói jelvény, ami betetőzte a koronázást, egy ékszerbevonatú, aranyozott díszkard, Valéry Giscard d’Estaing személyes ajándéka és egy hatalmas gyémántjogar. Legvégül Bokassa a felesége, Catherine fejére helyezett egy diadémot, amellyel az asszonyt császárnéi rangra emelte.
A koronázásnak 10:43-kor lett vége. Ezt követte a templomi szertartás a bangui székesegyházban. Az 1920-as években épült templomot is a lehető legszebben díszítették fel. A templomi kórus Bokassa dicséretére Mozartra emlékeztető énekeket adott elő. Bokassa 1976-ban három hónapra muzulmán vallású lett Kadhafi hatására, majd nagy hirtelen visszatért korábbi római katolikus vallására, mivel Napóleont is katolikus császárként koronázták meg. Szerette volna, ha VI. Pál pápa koronázná meg, ahogy VII. Piusz szintén Párizsba ment felkenni Napóleont. Bokassa Oriano Quilici nuncius közvetítését kérte, de Pál pápa ezt a felkérést kereken elutasította, noha Bokassa államvallása tette a katolikus vallást Közép-Afrikában (holott az ország lakosságának alig negyede volt katolikus). Quillici azzal próbálta meggyőzni Bokassát, hogy ne erőltesse VI. Pál meghívását, mert a pápa látogatása a vallási békét borítaná fel az országban.
A nap végén következett a koronázást betetőző káprázatos lakoma, amely még jobban felülmúlta a tékozló ünnepélyt. Mialatt az ország lakosságának kétharmada éhezett, Bokassa maga és vendégei részére a legdrágább fajta ételeket és italokat hozatta külföldről. Mintegy 250 tonna európai (zömmel francia) és afrikai ételkülönlegességet szolgáltak fel, előbbit főleg az európai vendégeknek. Ehhez járult még több ezer liter alkohol, így 40 ezer palack burgundi, grand cru, chateau-lafite, chateau mouton és bourdeaux-i borok, 24 ezer palack pezsgő (mint pl. Dom Perignon és Moët&Chandon), valamint nagy mennyiségű brandy és whisky (utóbbi Bokassa kedvelt itala volt). Szintén sok pénzt emésztett fel ezen ételek tartósítása a forró afrikai éghajlaton.
A fogásokat fáklyát tartó afrikai pincérek vitték, a tálalásra francia mesterszakácsok felügyeltek, akik még némi látványossággal is szórakoztatták a közönséget, pl. galambok röpültek fel a tálakról. A vacsoránál ülőket helyi és külföldi (többek között vietnámi és indonéziai) énekesek, táncosok szórakoztatták. A felszolgált ételek között francia kaviár, mokka parfé, antilop, hétrétegű vaníliás sütemény is akadt.
Az est fénypontja egy addig sosem látott fényűző tűzijáték volt.

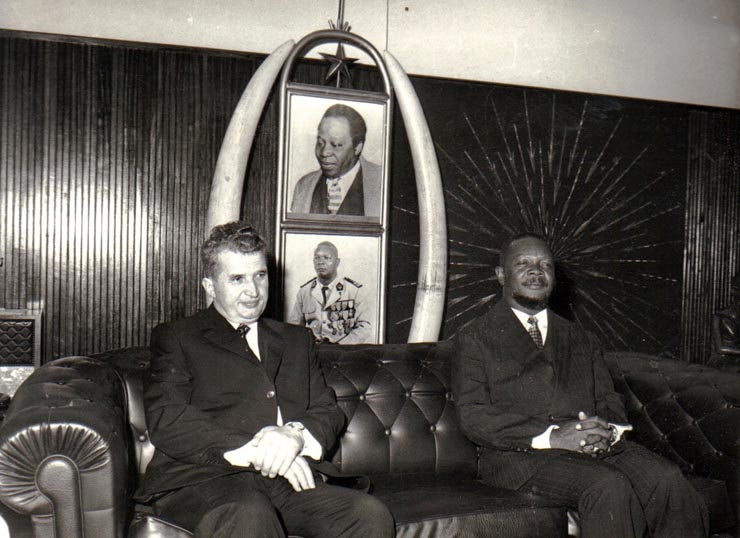
Bokassa Nicolae Ceaușescu román diktátor társaságában.

A következő nap nagyszabású felvonulást tartottak Banguiban, amely az Észak-Koreában ma is szokásos tömegrendezvényekkel volt egyező. Ezen a parádén nemcsak katonák, de néptáncosok, munkások, tisztviselők, értelmiségiek masíroztak az előtt az emelvény előtt, ahol a császári pár ült, a külföldi magas rangú vendégekkel egyetemben. A menetben ott voltak a pigmeusok a hagyományos öltözékükben, sőt mazsorettek, akiket egy professzionális francia tanárnő képzett ki, aki az előadást is vezette. Felvonult továbbá egy Franciaországból jött, napóleoni egyenruhát viselő dobzenekar és francia Mirage(?)-k adtak elő légi parádét. Ezenkívül tartottak még számos más rendezvényt, így labdarúgó-mérkőzést, amit Koronázási kupának neveztek el.

## A következmények
Bokassa a koronázáshoz fűzött nagy reményei nem váltak valóra. A világban szerte felháborodással és maró gúnnyal reagáltak a giccses, ízléstelen parádéra, mivel nyilvánvaló volt, hogy Közép-Afrika a maga gazdasági helyzetéből adódóan nem lenne képes megfelelően finanszírozni egy ilyen drága és értelmetlen eseményt. Bár a francia kormány még egy ideig a pártját fogta Bokassának. Galley például nyíltan elítélte (rasszistának bélyegezte) azokat, akik kritizálták vagy gúnyolták a császári koronázási ceremóniát. Bokassa is nehezen viselte, hogy a világ megveti őt, ennek ellenére folytatta szeszélyeskedéseit és önérdekű üzelmeit.
A Közép-Afrika számára kolosszális méretű költségek rövid időn belül elvezettek a gazdasági csődhöz és katasztrofális helyzetet idéztek elő. Az ország már az 1970-es évek közepétől teljes mértékben a francia gazdasági segélyektől függött, de mivel Bokassa azt is a hóbortos koronázási ünnepségre fordította, a segélyek elmaradása miatt kitört a káosz. Az elszegényedett lakosság nyomora és fokozódó nélkülözései miatt felkelés robbant ki 1979-ben Közép-Afrikában, amit Bokassa zairei segítséggel tudott csak leverni.
Bokassa császárrá koronázása után még mohóbb és még kegyetlenebb lett, amit a franciák és a többi afrikai ország is megsokallt. Az utolsó csepp a pohárban a bangui általános iskolások lemészárlása volt, amelyben a császár közvetlenül is érintve volt.
A franciák számára is egyre terhesebb afrikai császár épp Líbiában tartózkodott, amikor francia ejtőernyősök landoltak Közép-Afrikában és leverték a Bokassához hű erőket a Barracuda-hadművelet keretében. A lakosság nagy megkönnyebbüléssel és kitörő örömmel fogadta a császárság bukását. Ezt követően David Dacko rezsimjét restaurálták, aki visszaállította az 1976 előtti alkotmányt és Közép-Afrikából újra köztársaság lett.

## A koronázás emléke
A koronázási palota mára visszanyerte régi funkcióját és újra sportcsarnokként működik. A régi dekorációk és épületek zömmel eltűntek, így Banguiban már semmi sem emlékeztet a hajdan volt fényes, ámde ízléstelen ünnepségre. A Bokassa által kiépített sugárutat elhanyagolták, így Bangui közlekedése ma ismét elmaradott és rossz.
Bokassa néhai rezidenciája, amely Banguin kívül állt ma lakatlan és elhanyagolt. Itt áll egy emlékműve a néhai császárnak, amit senki sem látogat.
A koronázási jelvények, ruhák és egyéb értékes tárgyak sorsa ismeretlen, de valószínűleg Bokassa utódainak birtokában állnak.

## Külső hivatkozások
Angolul:
- Emperor Jean-Bedel Bokassa , seated on his tasteless golden throne for his coronation, 1977 (rarehistoricalphotos.com)
- Jean Bédel Bokassa: The Man who Would be Emperor (adst.org)

Magyarul:
- Bokassa – egy zsarnok képtelen története (Beszélő Online)
- Akkora bulit csapott, csődbe ment bele az ország (index.hu)
- Kannibalizmussal is megvádolták az afrikai Napóleont (origo.hu)